# Ринкон-де-лос-Саусес
Ринкон-де-лос-Саусес (исп. Rincón de los Sauces) — город и муниципалитет в департаменте Пеуэнчес провинции Неукен (Аргентина), административный центр департамента.

## История
В этих местах существовали поселения в конце XIX — начале XX веков, однако сильное наводнение на реке Барранкас, случившееся в 1914 году, снесло имевшиеся к тому моменту здания и уничтожило документы. Впоследствии долгое время эта территория служила лишь местом для занятий скотоводством.
В 1968 году здесь было обнаружено одно из крупнейших месторождений нефти в Аргентине. Посёлок нефтяников стал быстро развиваться, и уже в 1970 году получил статус города.